# Mármoles
Mármoles es un barrio situado entre los distritos Centro y Cruz de Humilladero de la ciudad andaluza de Málaga, España. Históricamente, el barrio de Mármoles se ha considerado como un sub-barrio de Los Percheles. Según la delimitación oficial del ayuntamiento, limita al norte con el barrio de La Trinidad; al este, con Perchel Norte; al sur, con Polígono Alameda; y al oeste, con Las Chapas.
En el barrio de Mármoles se encuentran la Ermita de Zamarrilla y el Corralón de Santa Sofía

## Historia
El barrio toma su nombre de la calle homónima, que se lo debe a los marmolillos que se pusieron delante de la ermita de Zamarrilla para impedir el paso de las carretas que bajaban por el antiguo camino de Antequera en el siglo XVI.

## Transporte
En autobús queda conectado mediante las siguientes líneas de la EMT: 

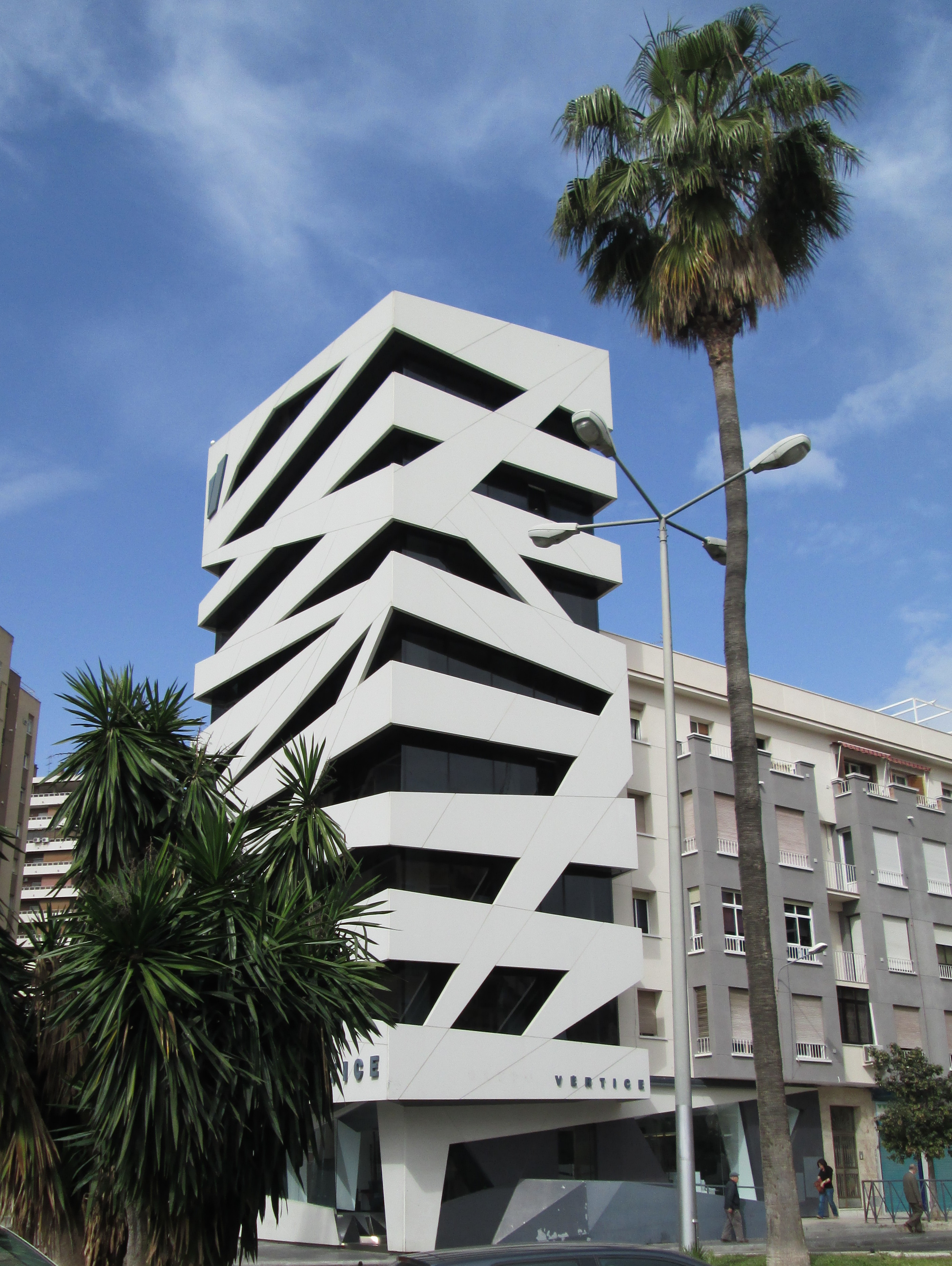
El Edificio Vértice en calle Hilera

| Línea | Trayecto                                      | Recorrido | Frecuencia    |
| ----- | --------------------------------------------- | --------- | ------------- |
| 6     | Alameda Principal - La Milagrosa              | Recorrido | 50 minutos    |
| 7     | Alameda Principal - Miraflores de los Ángeles | Recorrido | 10-11 minutos |
| 8     | Alameda Principal - Hospital Clínico          | Recorrido | 13 minutos    |
| 15    | La Virreina - Santa Paula                     | Recorrido | 11-12 minutos |
| 17    | Alameda Principal - La Palma                  | Recorrido | 10 minutos    |
| 21    | Alameda Principal - Puerto de la Torre        | Recorrido | 12 minutos    |
| 23    | Alameda Principal - Parque Cementerio         | Recorrido | 25-30 minutos |
| 31    | Alameda Principal - Mainake                   | Recorrido | 18-25 minutos |
| 38    | Alameda Principal - Granja Suárez             | Recorrido | 20-25 minutos |
| N2    | Plaza de la Marina - Circular                 | Recorrido | 50-55 minutos |